# Walter von Brüning
Walter von Brüning (* 13. August 1869 in Höchst am Main; † 16. Juni 1947 in Garz/Rügen) war ein deutscher Verwaltungsbeamter und Parlamentarier.

## Leben
Walter von Brüning entstammte einer Familie, die im 18. Jahrhundert aus dem Münsterland nach Wuppertal kam und sich von dort aus verbreitete.
Er war ein Sohn des Industriellen, Chemikers und Politikers Adolf von Brüning und  Clara geb. Spindler (1844–1909) und wuchs mit seinen Brüdern Gustav (1864–1913, Chemiker und Abgeordneter), Adolf Johann (1866–1941, Diplomat), Helmuth (1870–1922, Landrat), Rüdiger (1875–1936, Offizier) und Erich Otto (* 1877, Diplomat) auf. Der Unternehmer Wilhelm Spindler ist sein Großvater mütterlicherseits.
Er studierte an der Ruprecht-Karls-Universität Heidelberg und der Friedrich-Wilhelms-Universität Berlin Rechts- und Staatswissenschaften. 1888 wurde er Mitglied des Corps Guestphalia Heidelberg. Nach Abschluss des Studiums und Promotion zum Dr. iur. trat er in den preußischen Staatsdienst. Das Regierungsreferendariat absolvierte er bei der Regierung in Wiesbaden. 1897 bestand er das Regierungsassessor-Examen. Als Wiesbadener Regierungsassessor wurde er 1907 Landrat des Landkreises Stolp. Vom 5. Januar 1911 bis zum 28. Mai 1918 saß er für den Wahlkreis Köslin 1 (Lauenburg, Bütow, Stadt- und Landkreis Stolp) im Preußischen Abgeordnetenhaus. Er gehörte der Fraktion der Konservativen Partei an. Wegen seiner Beförderung zum Polizeipräsidenten von Kiel schied er aus dem Parlament aus. Dieses Amt übte er bis zum Ende der Monarchie aus. Brüning war Stellvertretender Vorstand des Aufsichtsrats der Farbwerke Hoechst, die sein Vater mitgegründet hatte. Später saß er im Aufsichtsrat des Unternehmens.

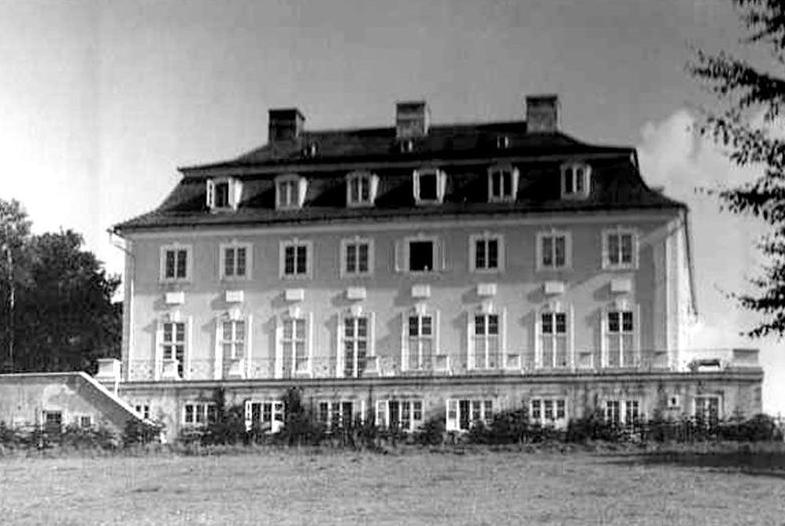
Herrenhaus Semper auf Rügen. Architekt Georg Steinmetz.

Nach 1918 lebte er bis zu dessen Enteignung 1945 auf seinem ehemaligen Rittergut in Semper auf Rügen. Dort besaß er eine umfangreiche Bibliothek. Nach dem Tod von Eduard Grisebach erwarb er unter anderem dessen Buchsammlung. Von 1911 bis 1915 war er Vorsitzender der Maximilian-Gesellschaft. Seine Bibliothek ließ er 1930/1931 mit zwei gedruckten Katalogen versteigern.
Walter von Brüning war in den 1910er und 1920er Jahren Besitzer des 242 ha-Gutes Semper bei Lietzow auf Rügen.

## Ehrungen
- Roter Adlerorden 4. Klasse, 1914[6]